# Otýlie Vranská
Otýlie (či Otilie) Vranská (9. března 1911 Brezno nad Hronom – 1. září 1933 Praha) byla slovenská prostitutka žijící v Praze, která se stala obětí brutální vraždy. Její rozčtvrcené tělo bylo odesláno ve dvou kufrech vlaky do Bratislavy a do Jasině na Podkarpatské Rusi. Tento zločin je pokládán za nejznámější neobjasněnou vraždu v dějinách československé kriminalistiky.

## Biografie
Narodila se 9. března 1911 ve slovenském městě Brezno nad Hronom. Její rodiče měli celkem 5 dětí – 4 dcery a syna. Otec zametal ulice a rodina žila ve stálé finanční tísni. Otýlie strávila za krádeže 3 roky v polepšovně. Už v 11 letech utekla z domu. V 18 letech byla trestána pro potulku. Nějaký čas pobývala v Žilině. Tvrdila o sobě, že je číšnice bez zaměstnání. V březnu 1933 odjela do Prahy za lepším živobytím. V žádné službě však dlouho nevydržela a začala si přivydělávat prostitucí. Pravděpodobně se však nejednalo o prostituci klasickou, spíše nabízela sexuální služby za ubytování, stravu, útratu v restauraci atp. Je možné, že se pokoušela seznámit s dobře zajištěným mužem, který by jí nabídl sňatek. Ostatní prostitutky jí pohrdaly a popisovaly ji jako naivní „vesnické tele“. Známá byla také pod přezdívkou „Slovačka“.

## Události před vraždou
Dne 31. srpna 1933 se Vranská najedla u své bytné. Zmínila se, že má kolem 20. hodiny schůzku s nějakým rotmistrem, který jí přislíbil sňatek a zaměstnání ve vojenské prádelně. Bytná jí vyčetla, že dluží za nájem, a varovala ji, aby se nevracela po půlnoci. Později se Vranská pohybovala po městě v doprovodu své bývalé spolubydlící Velingerové. V pasáži Koruna se kolem osmé setkaly s rotmistrem Josefem Pěkným. Tomu však dělala společnost nová partnerka, prostitutka Antonie Koklesová, se kterou se Vranská znala už ze Žiliny. Podle Velingerové došlo k hádce, po které se Pěkný, Koklesová a Vranská společně přesunuli do restaurace U Kupců. Tam se Vranská najedla a vypila několik piv. Stěžovala si, že nemůže jít tak pozdě domů, protože by se bytná zlobila. Koklesová jí nabídla k přespání vlastní byt, ale Vranská odmítla. Sdělila jim svůj úmysl přespat u číšníka z kavárny Rokoko. Ten však pracoval a navíc později vypověděl, že se s Vranskou neznal tak dobře, aby ji u sebe nechal. Z restaurace trojice odešla na Karlovo náměstí, kde se kolem jedenácté Vranská odpojila. Koklesová s Pěkným odešla do jeho bytu, kde se zdrželi až do rána. Vranská se přesunula do kavárny U politické mrtvoly, kam přišla s nápadným mladíkem s kudrnatými blond vlasy. Jeho totožnost nebyla nikdy zjištěna. Ten jí objednal muškátové víno a jablko, které později pomohlo při určení doby smrti. Naposledy byla spatřena v restauraci U Šmelhauzů v Melantrichově ulici asi hodinu po půlnoci. Nahlížela do tanečního sálu, jako by někoho hledala, ale dovnitř nevešla a neznámo jak a kdy restauraci opustila.

## Nález těla a identifikace oběti
Hnědý starší cestovní kufr ovázaný provazy objevil zaměstnanec drah 2. září 1933 v osobním vlaku z Prahy v železniční stanici v Bratislavě. Obsahoval ženskou hlavu a dolní končetiny zabalené do ložního prádla. Podobný kufr s ženským trupem objevili téhož dne ve vagonu, který byl odpojen v Košicích. Ostatky neznámé ženy byly po prvotním ohledání a pitvě odeslány v zaletovaných pouzdrech do Prahy, která byla určena jako místo, kde byly kufry do vlaků předešlého dne naloženy. Později se přihlásil student, který cestoval v kupé, ve kterém se jeden z kufrů našel. Ten popsal tmavšího podsaditého muže, který kufr do kupé přinesl a okamžitě vystoupil. Rozdílné popisy tohoto muže poskytli i další svědci, jeho totožnost však nebyla zjištěna. Kufry byly do vlaků naloženy 1. září večer na Masarykově a Wilsonově nádraží v Praze. Kromě částí těl obsahovaly několik novinových výtisků různého data, pánské spodní prádlo, dámské kombiné, mycí houbu a netradiční prostěradla s vyšitým písmenem „K“ resp. „K 1“. Policie bohužel neprovedla zajištění otisků prstů z obou kufrů a předmětů v nich. Ty dohromady vážily přes 70 kilogramů. Bylo proto pravděpodobné, že k jejich přepravě na nádraží použil pachatel nějaký dopravní prostředek.
Dosud neidentifikované tělo bylo důkladně omyto, učesáno a nafoceno. Fotografie byly zveřejněny v tisku s výzvou pro případné svědky. Případ neznámé z kufru budil značnou pozornost. Fotografie oběti, kufry a předměty z nich byly vystaveny ve výloze policejní stanice v Bartolomějské ulici, kde si je prohlédlo značné množství lidí. 6. září ostatky pozitivně identifikovaly sestry Vranské. Jedna z nich ji poznala z fotografií už dříve, ale byla Velingerovou ujištěna o tom, že s Otýlií mluvila ještě po nálezu těla. Ačkoliv do Prahy přijela i její matka, tělo jí nebylo ukázáno, protože identifikace už nebyla potřebná. O případu intenzivně informoval tehdejší tisk, který se nevyhnul jisté senzacechtivosti a předložil veřejnosti některé zavádějící informace. Policie už během prvního týdne obdržela skoro 700 dopisů týkajících se případu. Všechna udání se však ukázala jako neopodstatněná či motivovaná úmyslem někoho poškodit.

## Výsledky vyšetřování
Pitva těla odhalila na hlavě dvě rány způsobené nejspíš sekáčkem na maso. Jedna rána byla zdvojená, útočník se tedy trefil dvakrát do stejného místa. Tato rána pronikla 6 cm hluboko do mozku a pravděpodobně způsobila bezvědomí. Poté došlo k oddělení hlavy dvěma silnými řezy nožem, které bylo provedeno ještě za živa, o čemž svědčilo množství vdechnuté krve. Vrah po smrti zasadil oběti ještě 7 bodných ran do levého prsu. Tři z ran pronikly do plic. Poté v tříslech oddělil nohy. Ty ještě nařízl v kolenech, aby se daly v kufru ohnout. Tělo bylo omyté a našla se na něm kokosová vlákna pocházející pravděpodobně z rohože, která se tehdy používala v koupelnách. To svědčilo o provedení vraždy v domácím prostředí. Byty s vlastní koupelnou v té době nebyly příliš běžné. V žaludku byly nalezeny nestrávené zbytky jablka. V původní pitevní zprávě byl naznačen jistý stupeň odbornosti při oddělování končetin. Závěry původního vyšetřování byly později zpochybněny.
Na základě nestrávených zbytků jablka, které podle svědků jedla Vranská kolem půlnoci U politické mrtvoly, se předpokládalo, že musela zemřít 1. září mezi 1. a 3. hodinou ranní. Ačkoliv personál podniku U politické mrtvoly podezřelého blondýna od vidění znal, nedokázali k jeho osobě uvést nic bližšího. Rotmistr Pěkný se na policii nepřihlásil a musel být vypátrán. Nabídku k sňatku i hádku s Vranskou popřel. S Antonií Koklesovou si navzájem potvrdili alibi. To měl i číšník z kavárny Rokoko. Opravář kufrů se zvláštními anglickými zámky se přes opakované výzvy nepřihlásil.

## Dopisy od Fantoma ulice
Až do listopadu 1933 chodily do redakce deníku Polední list dopisy opatřené razítkem „Fantom ulice“ a podepsané jménem Karel Wodowary či Karel X.Y. V nich se údajný vrah přiznal, že 1. září potkal Vranskou náhodou v Perlové ulici a po krátkém nenuceném hovoru jí nabídl, aby šli k němu do bytu. Tam si však řekla o peníze za pohlavní styk, takže si uvědomil, že je to prostitutka. Protože mu jedna taková v minulosti ublížila, Vranskou omámil, omráčil a její tělo rozřezal podle obrázku lidské kostry. Kufry odvezl na dvoukoláku na nádraží. Informace o profesi Vranské nebyla v té době veřejnosti známa. Fantom se také doznal k další nevyřešené pražské vraždě prostitutky Janotové. Zmínil se také, že chce ve vraždění pokračovat i v budoucnosti. Popsal se jako bohatý dědic a člověk značně zcestovalý. Vraždil prý pro vlastní potěšení. V jednom z dopisů uváděl, že ho nebaví žít, a spáchá sebevraždu. Znalci odhadli, že pisatelem je asi čtyřicetiletý muž dobré inteligence s vyšším než základním vzděláním. Přestože některé dopisy donesl do redakce Poledního listu pisatel osobně, nebyl nikdy dopaden. Fantom ulice však nejspíš nebyl skutečným vrahem. Ve svých dopisech pouze opakoval informace z tisku. Údaje, které uvedl ke své osobě, vyznívají nevěrohodně. Tvrdil například, že ovládá angličtinu, protože působil několik let v cizinecké legii. V ní se však mluvilo francouzsky.

## Sériový vrah prostitutek
Vražda Vranské byla zahrnuta do nevyřešené série vražd pražských žen z let 1926–1938. Jednalo se o Vranskou, Kočovou, Petrovou, Janotovou, Burgrovou, Zemancovou a Kindlovou. Kromě Burgrové a Zemancové se jednalo o prostitutky. Většina z nich byla uškrcena, ve třech případech došlo u obětí k oddělení hlavy, ovšem také k použití žíraviny kvůli znesnadnění identifikace. Zvláštní shodou byla také národnost zavražděných. Pět z nich pocházelo ze Slovenska. V tisku se spekulovalo o tom, že pachatel vraždí v pravidelném ročním intervalu. Tyto vraždy se nikdy nepodařilo objasnit a také se nikdy plně nepotvrdilo, že je má na svědomí jedna osoba.

## Další vývoj případu
Žádné další stopy se vyšetřovatelům nepodařilo zajistit. Veškeré podněty od veřejnosti bylo nutné prověřit, což vyšetřování značně zbrzdilo. Po další desetiletí se objevovalo velké množství různých teorií, ani jedna však nepomohla případ úspěšně vyřešit. Dopisy se jmény domnělých pachatelů docházely až do roku 1966. Dohromady jich bylo přes 5000. Jedním z obviněných se stal dokonce přítel prezidenta Masaryka MUDr. Arnold Jirásek. Případ je dodnes často zmiňován v souvislosti s jakoukoliv vraždou zahrnující defenzivní čtvrcení, tedy rozřezání oběti za účelem odstranění těla. Vražda Otýlie Vranské se stala nejznámějším „pomníkem“ československé kriminalistiky.

## Šetření Muzea Policie České republiky
V roce 2017 oznámil Radek Galaš, ředitel Muzea Policie České republiky, že má k dispozici vzorek vlasů neznámé osoby, který se našel při pitvě v ruce a na paži zavražděné. Ten mohl být použit k porovnání DNA se vzorky od potomků původních podezřelých. Pracovníci muzea si najali nestranného odborníka, jelikož sami spadali pod Ministerstvo vnitra, ale tato aktivita nebyla součástí oficiálního vyšetřování případu. Analýza byla dokončena v roce 2020, její výsledky však nebyly v této době zveřejněny. V roce 2023 Galaš oznámil, že po prostudování materiálů uložených v muzeu (jednalo se o dokumenty z původního vyšetřování i podstatnou část spisu) se jeho týmu na základě nepřímých důkazů tvořících ucelený řetězec podařilo odhalit pachatele tohoto zločinu. Své závěry oznámil na tiskové konferenci 21. září. S jistotou odhadnutou na 80 % uvedl, že vrahem Otýlie Vranské byl rotmistr Josef Pěkný. Zda byla vraždě přítomna i Antonie Koklesová, nebylo možné potvrdit, ale Galaš to označil za velmi pravděpodobné. Toto šetření, mimo jiné, prokázalo, že:
- Vlasy z kufru nepatřily oběti, Pěknému ani Koklesové. Jako první byla zkontaktována dcera Josefa Pěkného. Ta spolupráci odmítla. Její vzorek nakonec zapotřebí nebyl, jelikož se potvrdilo, že vlasy patřily ženě. Analýza DNA nepotvrdila shodu ani s Vranskou, ani s vnukem Antonie Koklesové. Mohlo tedy jít o pouhou kontaminaci.[11]
- Existovaly dvě různé zprávy o pitvě. Původní protokol vypracoval profesor František Hájek a lišil se od zprávy určené pro potřeby vyšetřování, která byla v souvislosti s tímto případem většinou citována. Podle pitevního protokolu Otýlie Vranská nezemřela na následky poranění hlavy. Příčinou smrti bylo vykrvácení z řezné rány na krku. Ta byla zasazena pachatelem stojícím za ní po zaklonění hlavy oběti a to velice zručně. Pachatel měl nejspíš s takovým úkonem zkušenosti nebo byl součástí jeho výcviku.
- Rány na hlavě byly způsobeny ve chvíli, kdy Vranská ležela na zemi, a vykazovaly jen minimální vitální reakci. Jednalo se tak nejspíše o pouhé rány z jistoty. Nemusely být způsobeny pouze sekáčkem na maso, ale například i sekyrkou či vojenskou šavlí.
- Rány v hrudníku vznikly jako poslední, nebyly hluboké a nebyla k jejich zasazení zapotřebí vetší síla. Nedá se však s jistotou určit, zda je způsobila žena. Hlubokých ran nebylo zapotřebí, jelikož Vranská byla již mrtvá. Mohlo jít také o snahu zmást vyšetřovatele. Pachatel se například mohl snažit vzbudit dojem, že šlo o rituální vraždu spáchanou Židy kdy 7 ran mělo představovat 7 ramen svícnu menora.
- K oddělení hlavy nedošlo dvěma hladkými řezy. Hladký a hluboký byl pouze první řez (smrtelný). Řezy vedoucí k oddělení hlavy od těla byly hrubé a způsobily poranění obratlů, takže nešlo o odborný zákrok.
- Při podřezání a oddělení hlavy byla vyvinuta značná síla. Vrahem tedy nebyla žena.
- Rotmistr Josef Pěkný byl jedním ze třech hlavních podezřelých. Vzhledem k jeho statusu válečného veterána a bezúhonnosti však vůči němu postupovali vyšetřovatelé poměrně zdrženlivě (nebyla u něj například provedena prohlídka bytu). Vyšetřování se brzy začalo soustředit především na osoby se znalostí lidské anatomie a Fantoma ulice. [11]
- Pěkný měl motiv se Vranské zbavit. Byl vyznamenaným vojákem z povolání na významné pozici vedoucího skladu. Vztah s prostitutkou mohl znamenat konec jeho vojenské kariéry, jelikož kontakt vojáků s prostitutkami byl zakázán a osobní poměry důstojníků pravidelně monitorovány. Vranská navíc mluvila o tom, že jí Pěkný sliboval sňatek. To později potvrdila i její sestra. Tento slib pravděpodobně nechtěl splnit, což byl v té době trestný čin a Vranská tak měla možnost Pěkného vydírat či k sňatku nutit.
- Pěkný mohl s jednotlivými kufry na nádraží poslat své podřízené. Proto se mohl lišit popis muže, který je do vagonů donesl. Možnost, že se vrah kufrů nezbavil osobně, nebyla vyšetřovateli prověřována.
- Pěkný přiznal, že Vranskou znal a že jí v minulosti zaplatil za sexuální služby. Nabídku sňatku popřel. Mělo jít pouze o ubytování, úklid v bytě a zaměstnání v prádelně. Další svědkyně uvedla, že se Pěkný k Vranské choval hrubě, na což si také stěžovala.
- Pěkný byl zadržen za pomoci očité svědkyně, se kterou vyšetřovatelé obcházeli kasárna. Sám se na policii nedostavil, ačkoliv byla zveřejněna výzva, aby se přihlásil rotmistr, který se s Vranskou v den vraždy setkal.
- Pěkný a Koklesová byli vyslýcháni odděleně. Jejich první výpovědi si odporovaly. Pěkný den po jejich výslechu přišel svou výpověď doplnit tak, aby se shodovala s výpovědí Koklesové.
- Pěkný při výslechu vědomě lhal když uvedl, že 1. září v 17:30 vypověděl domácímu Doležalovi nájem a od 20:30 se pokoušel obstarat si nové ubytování. Nedávalo smysl, aby byt opustil ještě před nalezením náhrady. Navíc se odstěhoval až o 4 roky později. Údajné hledání nového ubytování mu zajistilo alibi na dobu naložení kufrů do vlaků.
- Pěkný nebyl odhalen především kvůli chybám ve vyšetřování. Zdeněk Borkovec, který ho vedl, byl nezkušený a neměl odpovídající podmínky.

Podle Galaše Vranská zřejmě hledala místo k přespání, jelikož se nemohla vrátit po půlnoci do svého podnájmu. Zkoušela se poptat v kavárně Rokoko a v restauraci U Šmelhauzů, ale neúspěšně. Na základě předchozího setkání s Pěkným a Koklesovou věděla, že jsou v jeho bytě, kam se vypravila pěšky či noční tramvají. Pěkný jí vpustil dovnitř z obavy, že by mohla způsobit v jeho bydlišti pozdvižení. Zde se dostala do konfliktu s Koklesovou a Pěknému pohrozila, že mu zničí kariéru, pokud se Koklesové nezbaví a nezrealizuje slíbený sňatek. Pěkný se obával skandálu a rozhodl se Vranskou zavraždit. K velmi podobnému průběhu událostí se už dříve přikláněli další autoři.

## Obrazy v kultuře
- Vražda Otýlie Vranské je zmíněna v seriálu 30 případů majora Zemana v části s názvem „Kvadratura ženy“. Epizoda „Kvadratura ženy“ je inspirována jiným skutečným případem (vraždou Herty Černínové z roku 1951).
- Na případu pracoval i kriminální rada Josef Vaňásek. Ten se stal předobrazem postavě rady Vacátka ze seriálu Hříšní lidé města pražského.
- Případu se věnuje slovenský dokumentární seriál Najväčšie kriminálne prípady Slovenska. Díl má název Neobjasnená smrť kurtizány.
- Případem se zabývá 57. epizoda true crime podcastu Opravdové zločiny.[14]